# Pouk
Pouk je v procesu izobraževanja sistematično podajanje učne snovi v okviru organiziranih izobraževalnih ustanov (univerza, gimnazija, osnovna šola, glasbena šola, idr.). Glede na pedagoške parametre razlikujemo:
- - individualni pouk
  - elementarni pouk
  - frontalni pouk
  - kabinetni pouk
  - celodnevni pouk
  - dopolnilni pouk
  - indirektni pouk
  - kombinirani pouk
  - predmetni pouk
  - razredni pouk